# Internationaler Kinder-Friedenspreis
Der Internationale Kinder-Friedenspreis wird jährlich an Kinder vergeben, die sich in öffentlich sichtbarer und nachhaltiger Weise für Kinderrechte oder für die Verbesserung der Situation von benachteiligten Kindern, etwa Waisen, von Kinderarbeit Betroffenen oder Kindern mit Aids, einsetzen oder eingesetzt haben. Der Preis ist mit 100.000 Euro dotiert.
Der Preis wurde initiiert von der KidsRights Foundation, einer internationalen Kinderhilfsorganisation, die in Amsterdam in den Niederlanden ansässig ist.
Der erste Kinder-Friedenspreis wurde im November 2005 auf einem Welttreffen der Friedensnobelpreisträger in Rom vergeben; an dem Treffen waren auch Organisationen wie UNICEF und Amnesty International beteiligt.
Der Preis des Jahres 2005 wurde von Michail Gorbatschow überreicht. Er ging  posthum an Nkosi Johnson, ein südafrikanisches Kind, der Nkosi's Haven gegründet hatte, ein Projekt für AIDS-kranke Mütter und Kinder.
Der Preis des Jahres 2006 wurde vom Friedensnobelpreisträger Frederik Willem de Klerk in einer Zeremonie am Sitz des niederländischen Parlaments in Den Haag übergeben. Der Preis 2007 wurde ebenfalls in Den Haag von Bob Geldof und der Friedensnobelpreisträgerin Betty Williams übergeben. Der Preis des Jahres 2008 wurde von Desmond Tutu überreicht.
Im Jahr 2012 erhielt Chris 'Kesz' Valdez den Preis, ein ehemaliger philippinischer Straßenjunge, der mithilfe von Sozialarbeitern in seinem Gebiet beinahe 10.000 weiteren Straßenkindern geholfen hat. Der Preis wurde wiederum von dem südafrikanischen Bischof Desmond Tutu überreicht.

## Empfänger des Preises
- 2005: Nkosi Johnson, Südafrika (postum)
- 2006: Om Prakash Gurjar, Indien
- 2007: Thandiwe Chama, Sambia
- 2008: Mayra Avellar Neves, Brasilien
- 2009: Baruani Ndume, Tansania
- 2010: Francia Simon, Dominikanische Republik
- 2011: Chaeli Mycroft, Südafrika
- 2012: Chris 'Kesz' Valdez, Philippinen
- 2013: Malala Yousafzai, Pakistan
- 2014: Neha Gupta, Vereinigte Staaten
- 2015: Abraham M. Keita, Liberia
- 2016: Kehkashan Basu, Vereinigte Arabische Emirate
- 2017: Mohamad Al Jounde, Syrien
- 2018: March for Our Lives, Vereinigte Staaten
- 2019: Greta Thunberg, Schweden; Divina Maloum, Kamerun[1]
- 2020: Sadat Rahman, Bangladesch[2]
- 2021: Vihaan und Nav Agarwal, Indien[3]
- 2022: Rena Kawasaki, Japan[4]
- 2023: Sofia Tereshchenko, Anastasia Feskova und Anastasia Demchenko, Ukraine[5]
- 2024: Nila Ibrahimi, Afghanistan[6]